# Jim Sturgess
James Anthony Sturgess (Londres, 16 de maio de 1978) é um ator e cantor-compositor conhecido por seu trabalho em Across the Universe, protagonizando Jude, em 2007.

## Início de vida
Sturgess nasceu no dia 16 de maio de 1978 em Londres e foi criado em Farnham, Surrey. Quando tinha 17 anos, estudou na Escola de Mídia, Música e Performance da Universidade de Salford e em 1999 se formou em Mídia e Performance. 
Ele apresentou um ato baseado em uma poesia (por ele mesmo escrita e produzida) que levou um ator da platéia sugerir Sturgess a seu agente. O agente assinou com ele sem nem mesmo conhecê-lo. Em 2000 voltou a Londres e integrou uma banda chamada Saint Faith. Jim começou a fazer pequenos papéis na televisão para assim encontrar sua vida como músico. Os problemas com a banda começaram em 2006 quando Jim ouviu falar de um papel para o filme Across the Universe. Ao ganhar o papel do protagonista Jude, Jim decidiu dedicar-se a carreira no cinema.

## Carreira cinematográfica
Jim fez várias aparições em diversos seriados e projetos britânicos, incluindo I'm Frank Morgan (2000), Hawk (2001), e outros três episódios da série Quest. Em 2007, Jim conseguiu pegar seu melhor papel até então, o papel de Jude Feeny no musical Across the Universe ao lado da atriz norte-americana Evan Rachel Wood. O musical inspirado em canções dos Beatles retrata a década de 60, contando com a participação de Bono, Eddie Izzard, Joe Cocker e Salma Hayek. O filme foi nomeado ao Oscar ("melhor figurino"), perdendo para Elizabeth: The Golden Age e ao Globo de Ouro ("prêmio melhor comédia ou musical"), perdendo para Sweeney Todd: The Demon Barber of Fleet Street.
Em 2008, ele apareceu no drama histórico A Outra no papel de George Bolena, contracenando com Natalie Portman, Scarlett Johansson e Eric Bana. Ele também estrelou em Quebrando a Banca como Ben Campbell, seus co-atores incluem Kevin Spacey e Laurence Fishburne.
Fez o papel de Gavin Kossef em Território Restrito (2009), aparecendo com Harrison Ford, Ray Liotta e Ashley Judd. Situado em Los Angeles, o enredo gira em torno de imigrantes de diferentes países e contextos que compartilham um laço comum: ganhar sua legalização no país. Também em 2009, ele estrelou no filme de Kari Skogland, O Espião, baseado no best-seller de Martin McGartland sobre um jovem irlandês recrutado pela polícia britânica para se infiltrar e espionar o Exército Republicano Irlandês e que salvou cerca de 50 inocentes vidas no processo. No filme A Marca da Vingança, Sturgess aparece como Jamie Morgan, um jovem cuja vida sempre foi marcada por uma marca de nascença com forma de coração e cor de vinho e que acaba vendendo sua alma ao diabo para tê-la retirada do rosto. Ganhou o prêmio de Melhor Ator no Festival Fantasporto 2010 de Cinema por seu papel. O filme também ganhou o prêmio de Melhor Filme e o Prêmio de Melhor Diretor por Philip Ridley.
Em 2010, Sturgess estrelou o filme The Way Back, dirigido por Peter Weir e baseado em uma história real. O personagem que Sturgess interpreta é baseado em Sławomir Rawicz, um jovem polonês que escapou de uma Segunda Guerra Mundial. Também em 2010, ele fez um trabalho de narração para o filme de animação 3-D do diretor Zack Snyder, A Lenda dos Guardiões: As Corujas de Ga'Hoole, baseado na série de livros infantis Guardians of Ga'Hooleby Kathryn Lasky, na qual ele expressou Soren, o principal protagonista do filme. Ele foi originalmente criado para dar voz ao irmão de Soren, Kludd, um dos principais antagonistas, mas o papel foi para Ryan Kwanten.
Em maio de 2010, Sturgess assinou contrato para aparecer em One Day (baseado no romance do mesmo título de David Nicholls) com Anne Hathaway. O romance, sobre dois estudantes que se reúnem em 15 de julho de 1988, os segue a cada 15 de julho pelos próximos 20 anos. Dirigido por Lone Scherfig, as filmagens foram concluídas em 17 de setembro de 2010 e tiveram seu lançamento em agosto de 2011.
Também durante 2010, ele filmou Upside Down. As filmagens foram concluídas em maio de 2010 em Montreal, e a partir do início de 2013 um lançamento internacional limitado foi planejado.  Descrito como um "romance de ficção científica", o filme é o segundo longa-metragem do escritor e diretor Juan Solanas. Foi originalmente previsto para lançamento em 2011, mas atrasaram a data de lançamento.
Um terceiro projeto cinematográfico de 2010 foi Promised Land, a ser dirigido por Michael Winterbottomand, segundo a Variety, iria "recontar até a divisão de 1948 da Palestina e a subsequente criação do estado de Israel". Sturgess iria estrelar como um oficial britânico caçando as facções judaicas extremistas. O filme foi mais tarde colocado em hiato porque o financiamento não poderia ser garantido.
Em março e abril de 2011, as filmagens ocorreram para Ashes, um filme dirigido por Mat Whitecross. A imagem foi descrita como um thriller de filmes contemporâneos noir estrelado por Ray Winstone e Lesley Manville, juntamente com Sturgess. Filmado na Isle of Man, a produção foi parcialmente financiada pela banda Coldplay, amigos universitários do diretor.  Sturgess co-estrelou no Cloud Atlas, que começou a ser filmado em setembro de 2011 e foi lançado em outubro de 2012.
Sturgess trabalhou em dois filmes em 2012. "A melhor oferta" de Giuseppe Tornatore (título original 'La Migliore Offerta') foi filmada durante a primavera em Praga, Viena, e várias cidades na Itália. Co-estrelado por Geoffrey Rush e Sylvia Hoeks, o filme ganhou o Prêmio David di Donatello de Melhor Filme. No outono, Sturgess foi para Los Angeles para filmar Electric Slide, dirigido por Tristan Patterson e co-estrelado por Isabel Lucas e Chloe Sevigny. Uma seleção oficial do Tribeca Film Festival, ele estreou em 2014 como parte das seleções do Viewpoint.
No último semestre de 2013, Sturgess trabalhou em três filmes. O primeiro foi Stonehearst Asylum, co-estrelado por Kate Beckinsale e dirigido por Brad Anderson, no verão. Vagamente baseado no conto "O Sistema do Doutor Tarr e Professor Fether", de Edgar Allan Poe, Sturgess estrela como um graduado de medicina que visita um asilo para os loucos. O filme foi lançado em outubro de 2014. London Fields, baseado no romance de Martin Amis, foi o próximo, filmado em Londres e co-estrelado por Amber Heard e Billy Bob Thornton. Depois disso, Kidnapping Freddy Heineken foi filmado na Bélgica e em Nova Orleans. Dirigido por Daniel Alfredson e co-estrelado por Sam Worthington e Anthony Hopkins, as filmagens terminaram antes do final do ano. Foi lançado em 2015. Sturgess retratou o criminoso holandês Cor Van Hout.

## Carreira musical
Em adição a sua carreira de ator, Jim continua sendo compositor. Suas músicas são tocadas nos filmes Território Restrito e A Marca da Vingança. Ele também está envolvido com uma banda, Tragic Toys, em colaboração com sua namorada, Mickey O'Brien. Em janeiro de 2010
, uma página oficial no Myspace é criada apresentando músicas por ele escritas e cantadas, incluindo músicas creditas às bandas Ditated Spies e Saint Faith. Seu gênero de música é descrito como Alternativa/Eletrônica no site.

## Filmografia
| Ano  | Título                                        | Título em Português           | Personagem                                                       | Notas |
| ---- | --------------------------------------------- | ----------------------------- | ---------------------------------------------------------------- | ----- |
| 1994 | The Browning Version                          | The Browning Version          | Bryant                                                           |       |
| 2005 | Mouth to Mouth                                | Mouth to Mouth                | Red                                                              |       |
| 2007 | Across the Universe                           | Across the Universe           | Jude Feeny                                                       |       |
| 2008 | The Other Boleyn Girl                         | A Outra                       | George Boleyn                                                    |       |
| 2008 | 21                                            | Quebrando a Banca             | Ben Campbell                                                     |       |
| 2008 | Fifty Dead Men Walking                        | O Espião                      | Martin McGartland                                                |       |
| 2009 | Crossing Over                                 | Território Restrito           | Gavin Kossef                                                     |       |
| 2009 | Heartless                                     | Marca da Vingança             | Jamie Morgan                                                     |       |
| 2010 | The Way Back                                  | Caminho da Liberdade          | Janusz Wieszczek                                                 |       |
| 2010 | Legend of the Guardians: The Owls of Ga'Hoole | A Lenda dos Guardiões         | Soren                                                            | Voz   |
| 2011 | One Day                                       | Um Dia                        | Dexter Mayhew                                                    |       |
| 2011 | The Promised Land                             | The Promised Land             |                                                                  |       |
| 2012 | Ashes                                         | Ashes                         | James                                                            |       |
| 2012 | Cloud Atlas                                   | A Viagem                      | Adam Ewing/Poor Hotel Guest/Megan's Dad/Highlander/Hae-Joo Chang |       |
| 2012 | La Migliore Offerta                           | A Melhor Oferta               | Robert                                                           |       |
| 2013 | Upside Down                                   | Mundos Opostos                | Adam                                                             |       |
| 2013 | Electric Slide                                | Electric Slide                | Eddie Dodson                                                     |       |
| 2014 | Stonehearst Asylum                            | Stonehearst Asylum            | Edward Newgate                                                   |       |
| 2014 | Kidnapping Freddy Heineken                    | Kidnapping Freddy Heineken    | Cor van Hout                                                     |       |
| 2017 | Geostorm                                      | Tempestade - Planeta em Fúria | Max                                                              |       |
| 2018 | JT LeRoy                                      |                               | Geoffrey Knoop                                                   |       |
| 2018 | London Fields                                 | London Fields                 | Keith Talent                                                     |       |
| 2019 | Berlin, I Love You                            | Berlin, Eu Te Amo             | Jared                                                            |       |